# زمین‌لرزه نوامبر ۱۹۷۹ اندونزی
زمین‌لرزه اندونزی  در تاریخ ۲ نوامبر ۱۹۷۹ میلادی، برابر با ‎۱۱ آبان ۱۳۵۸، ساعت ۱۵:۵۳:۰۳ به زمان یوتی‌سی در اندونزی رخ داد. ژرفای این زلزله ۷۲٫۵ کیلومتر بود، و بزرگی آن ۶٫۵ در مقیاس Mw اعلام شده‌است. زمین‌لرزه به وقت محلی در روز جمعه، ساعت ۲۲ روی داده و منطقه زمانی آن یوتی‌سی +۷ بوده‌است .
سازمان زمین‌شناسی آمریکا نیز رومرکز این زمین‌لرزه را در مختصات ۷°۳۹′۲۲″جنوبی ۱۰۸°۱۵′۰۷″شرقی / ۷٫۶۵۶°جنوبی ۱۰۸٫۲۵۲°شرقی و ژرفای آن را در ۶۲ کیلومتر گزارش کرده‌است. بزرگی برگزیدهٔ این سازمان از میان بزرگیهای محاسبه‌شدهٔ مختلف ۶٫۱ در مقیاس Mb بوده و از دید اثر، در میان چهار دسته‌بندی «نامحسوس»، «محسوس»، «زیان‌آور» یا «با تلفات»، زلزله را «با تلفات» اعلام کرده‌است.
پروژهٔ «تنسور گشتاور مرکزوار» زاویه‌های (راستا، شیب، ریک) گسل سازندهٔ زمین‌لرزه و صفحه عمود بر آن را (°۲۰، °۴۱، °۷۲) یا (°۲۲۳، °۵۱، °۱۰۵) و نوع گسل را «معکوس» فرارسانده‌است.
شمار کشتگان زلزله حدود ۲۳ نفر و تعداد زخمیان ۲۰۰ نفر برآورده شده‌است.